# Сейко, Бледар
Бле́дар Се́йко (алб. Bledar Sejko) — албанский гитарист, который вместе с Адрианом Люльгюраем представил Албанию на конкурсе песни Евровидение 2013.
В 1989 году участвовал в албанском музыкальном фестивале «Festivali i Këngës», заняв на нём второе место. С 1992 по 1995 годы являлся участником рок-группы «Thunder Way». В 2005—2006 гг. работал на одном из главных телеканалов Албании.
В 2012 году он повторно принимает участие в «Festivali i Këngës», на этот раз занимая на нём первое место с песней «Identitet». Это дало возможность исполнителю принять участие на предстоящем «Евровидении», которое состоится в городе Мальмё (Швеция).